# Maché
Maché ist eine Gemeinde mit 1.754 Einwohnern (Stand: 1. Januar 2022) im westfranzösischen Département Vendée im Südwesten der Region Pays de la Loire. Die Gemeinde gehört zum Arrondissement La Roche-sur-Yon und zum Kanton Challans (bis 2015: Kanton Palluau). Die Einwohner werden Machéens genannt.

## Lage
Maché liegt etwa 20 Kilometer nordwestlich von La Roche-sur-Yon. Der Fluss Vie begrenzt die Gemeinde im Süden und Südosten. Auf der nördlichen Gemeindegrenze entspringt der Ligneron. Umgeben wird Maché von den Nachbargemeinden Saint-Christophe-du-Ligneron im Norden und Nordwesten, Saint-Paul-Mont-Penit im Norden und Nordosten, La Chapelle-Palluau im Osten und Nordosten, Aizenay im Süden und Südosten sowie Apremont im Westen.
Durch die Gemeinde führt die frühere Route nationale 148 (heutige D948).

## Bevölkerungsentwicklung
| Jahr                      | 1793 | 1851 | 1901 | 1954 | 1962 | 1968 | 1975 | 1982 | 1990 | 1999 | 2006 | 2013 |
| Einwohner                 | 600  | 655  | 986  | 800  | 793  | 740  | 768  | 789  | 899  | 1094 | 1251 | 1321 |
| Quelle: Cassini und INSEE |      |      |      |      |      |      |      |      |      |      |      |      |